# 椭苞爵床
椭苞爵床（学名：Rostellularia rotundifolia），为爵床科爵床属下的一个植物种。